# Узбекские фамилии
Современная антропонимическая модель у узбеков трёхчленна: личное (индивидуальное) имя, отчество, фамилия.

## До 30-х годов XX века
У узбеков традиционно существовало только имя, и лишь иногда к нему добавлялось какое-нибудь слово, чаще всего это было имя отца или название местности, откуда он был родом. Поэты и ученые могли себе взять что-то вроде псевдонимов, например, Алишер Навои (Алишер Мелодичный). Однако эти прозвища не передавались по наследству и не были родовыми именованиями в строгом смысле этого слова. Если к имени прибавлялось имя отца, то после него следовал суффикс -оглы (сын) или -кызы (дочь). Например:  Ахмад Фазиль-оглы. Среди интеллигенции при советской власти было распространено прибавление к имени Персидско-Таджикского суффикса -зоде или -заде, т.е. «рожденный дитя» (Хамза Хакимзаде, Тургун Шарифзаде), -и, -ви, -ия, -виа (Абдулла Кадири, Абдулла Алави, Мирзакалон Исмаилия, Музайяна Алавия), долгое И также заимствовано у Персов и Таджиков. Также было принято делать прозвища (лакаб) в соответствии с арабскими традициями.

## С 30-х годов XX века
С середины 30-х годов XX века ситуация решительным образом изменилась. Во времена советизации Узбекистана были введены фамилии, подвергшиеся русификации, как и фамилии некоторых других народов, входивших в состав СССР, путём прибавления русских окончаний -ов, -ев к имени отца. Женские фамилии получили окончание -а. Склонение узбекских фамилий полностью соответствует склонению русских фамилий с такими окончаниями. По данным учёных-этнологов, 99% фамилий населения Узбекистана образовано именно таким способом. По падежам изменяются и мужские, и женские варианты фамилий. Любопытно, что по такому же принципу только от еврейских мужских имен давались фамилии бухарским евреям, проживавших в тех краях: Пинхасов, Мордехаев. Связано это было, прежде всего, с паспортизацией и учётом населения.

## Частота
Список самых распространенных фамилий в Узбекистане по данным сайта Фамилии.com на 2022 г. Курсивом выделены неузбекские фамилии.
1. Ким — 415 484
2. Каримов — 210 408
3. Абдуллаева — 176 984
4. Абдуллаев — 173 512
5. Ибрагимова — 147 276
6. Ли — 142 226
7. Рахимова — 139 728
8. Рахимов — 138 346
9. Умарова — 135 804
10. Юсупов — 135 192
11. Пак — 134 927
12. Умаров — 134 460
13. Ахмедов — 128 615
14. Ахмедова — 128 615
15. Каримова — 122 070
16. Усманова — 120 142
17. Султанова — 119 897
18. Усманов — 118 950
19. Султанов — 117 546
20. Ибрагимов — 116 133
21. Азимов — 207 321